# Jean-Louis Olry
Jean-Louis Olry (* 6. srpna 1946 Montrouge) je bývalý francouzský vodní slalomář, kanoista a kajakář závodící v kategoriích C2 a K1. Jeho partnerem v deblkánoi byl jeho bratr Jean-Claude.
Na mistrovstvích světa získal jednu zlatou (C2 – 1969) a dvě bronzové medaile (C2 družstva – 1969; K1 družstva – 1967). V individuálním závodě C2 na Letních olympijských hrách 1972 vybojoval bronz.